# Alció fúnebre
Lalció fúnebre (Todiramphus funebris) és una espècie d'ocell de la família dels alcedínids (Alcedinidae) que habita boscos i manglars de l'illa d'Halmahera, a les Moluques.